# Yasser Al-Shahrani
Yasser Gharsan Al-Shahrani - em árabe, ياسر غراسان الشهراني (Dammam, 25 de maio de 1992), é um futebolista saudita que atua como lateral. Atualmente joga pelo Al-Qadsiah.

## Carreira
Yasser Al-Shahrani representou a Seleção Saudita de Futebol na Copa da Ásia de 2015.

## Títulos
Al-Hilal
- Campeonato Saudita: 2016–17, 2017–18, 2019–20, 2020–21, 2021–22 e 2023–24
- Copa do Rei: 2015, 2017, 2019–20, 2022–23 e 2023–24
- Copa da Coroa do Príncipe: 2012–13 e 2015–16
- Supercopa da Arábia Saudita: 2015, 2018, 2021, 2023 e 2024
- Liga dos Campeões da AFC: 2019 e 2021